# Adler und Wolfspark Kasselburg

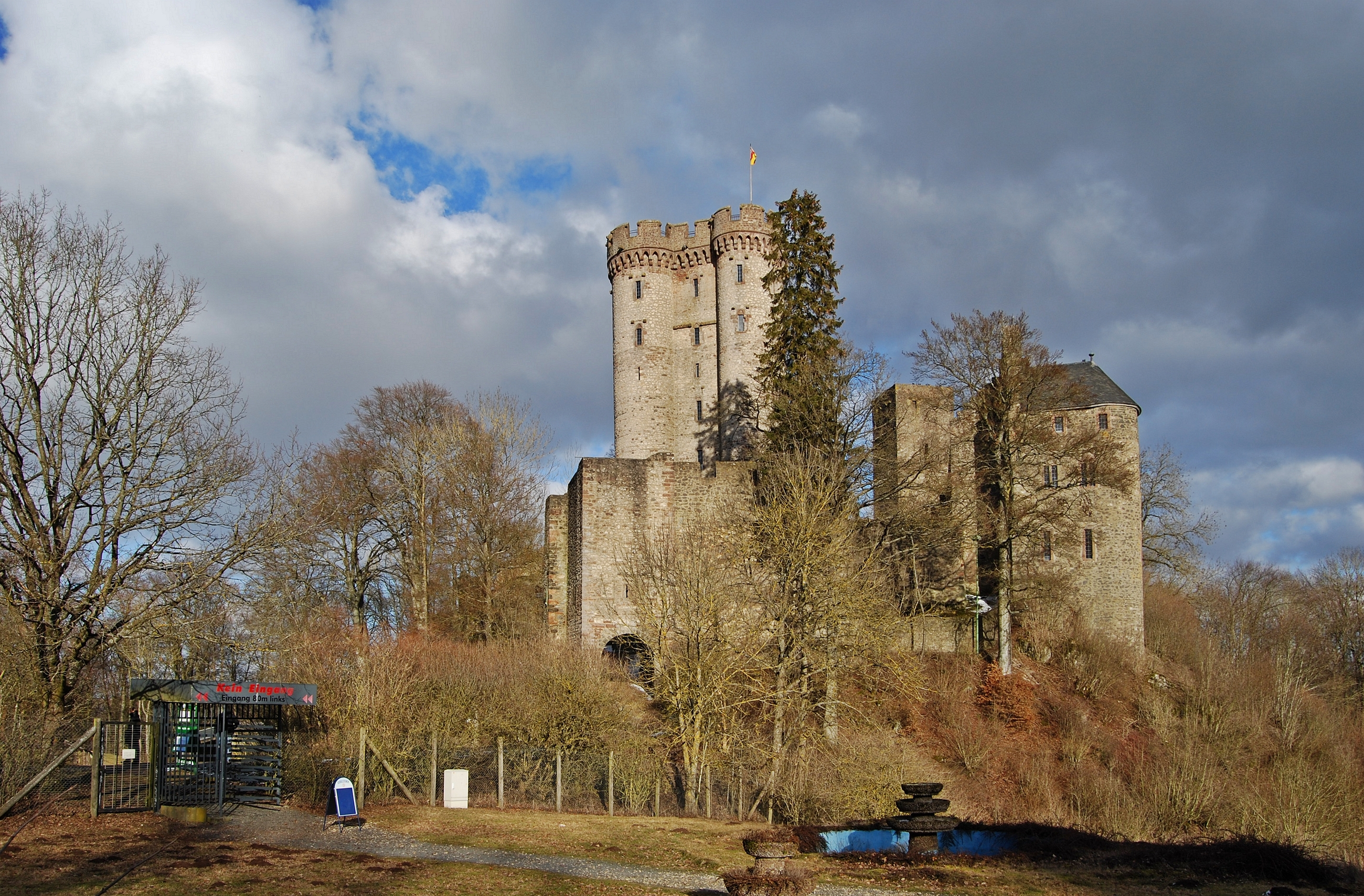
De Kasselburg

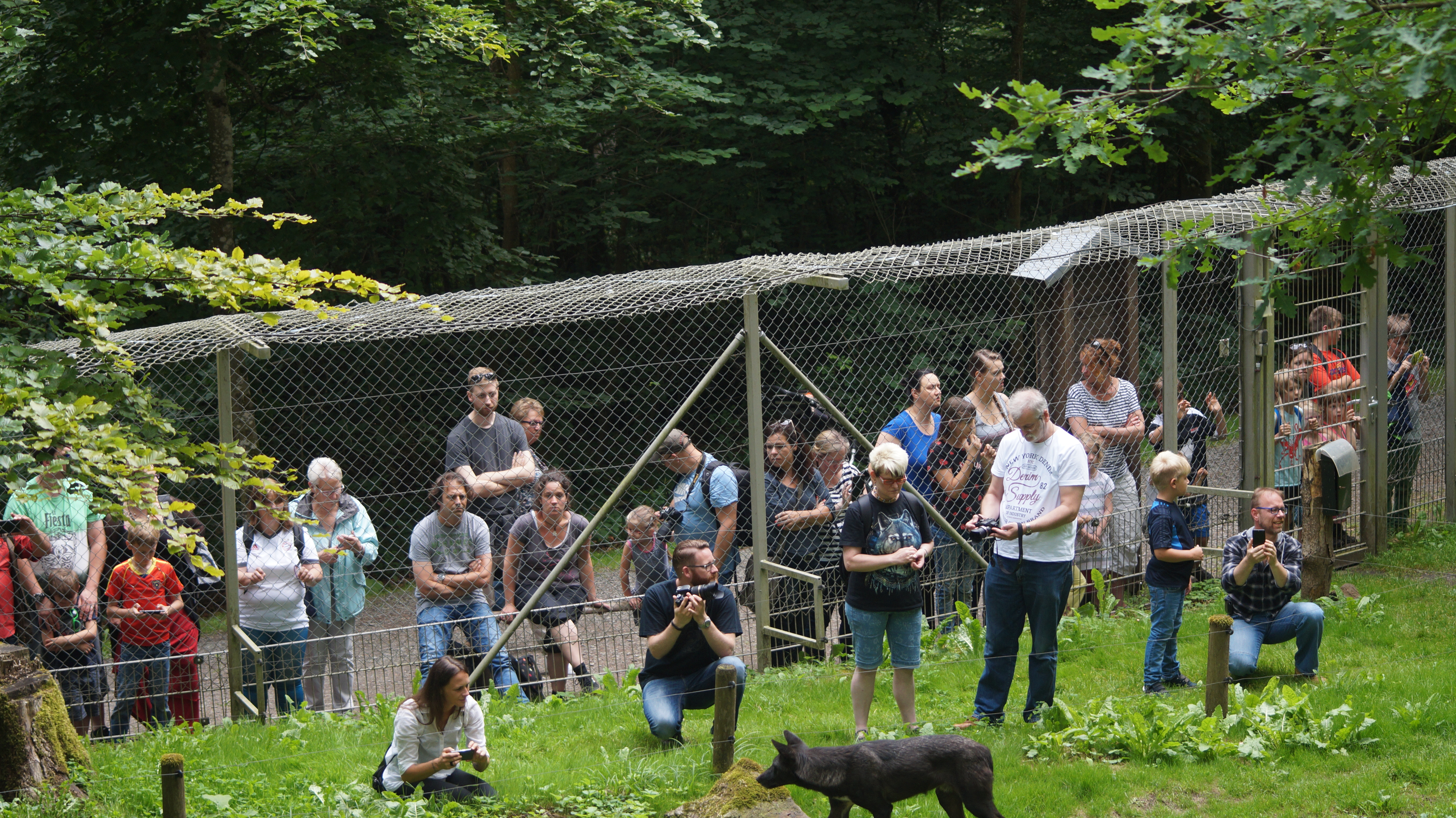

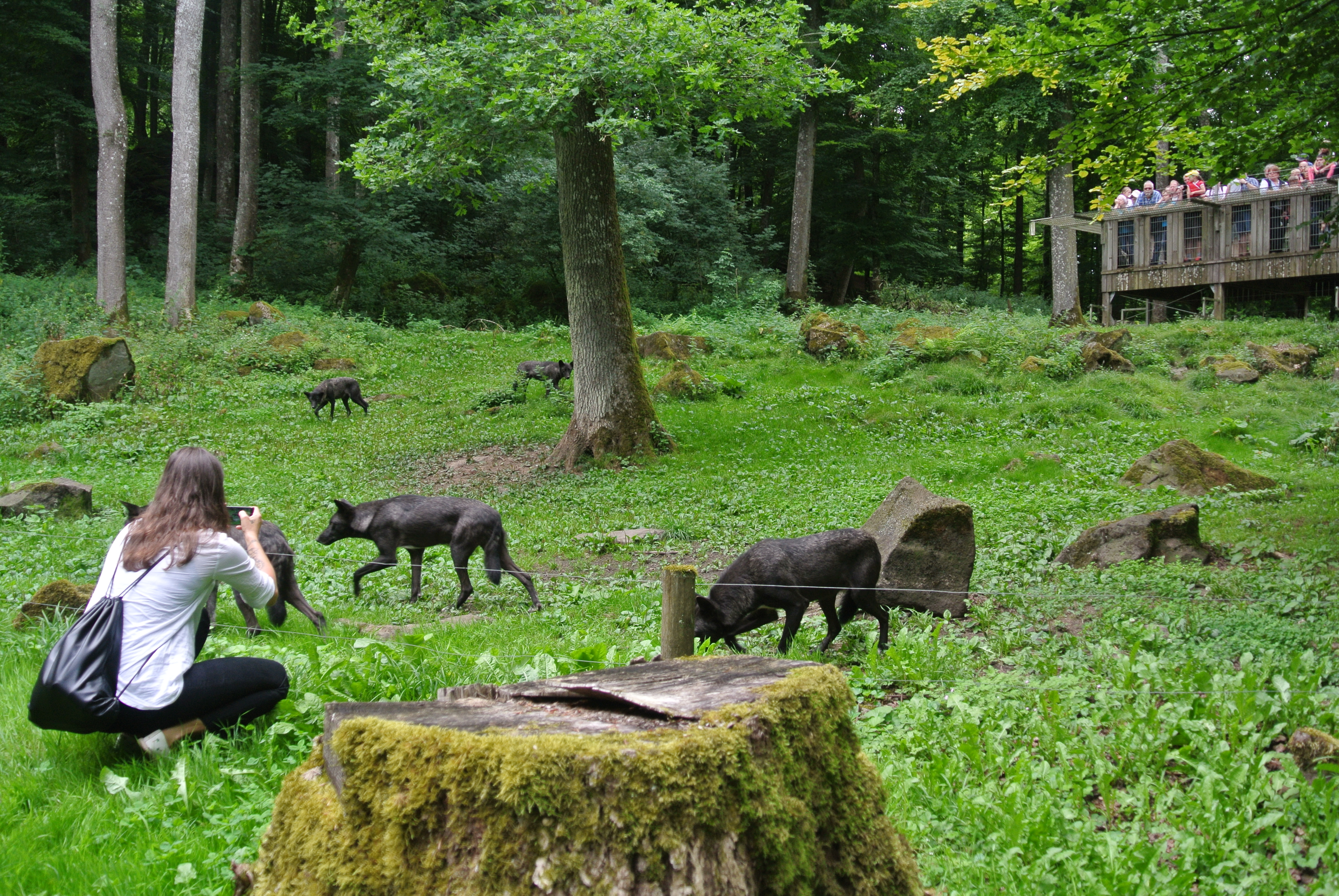

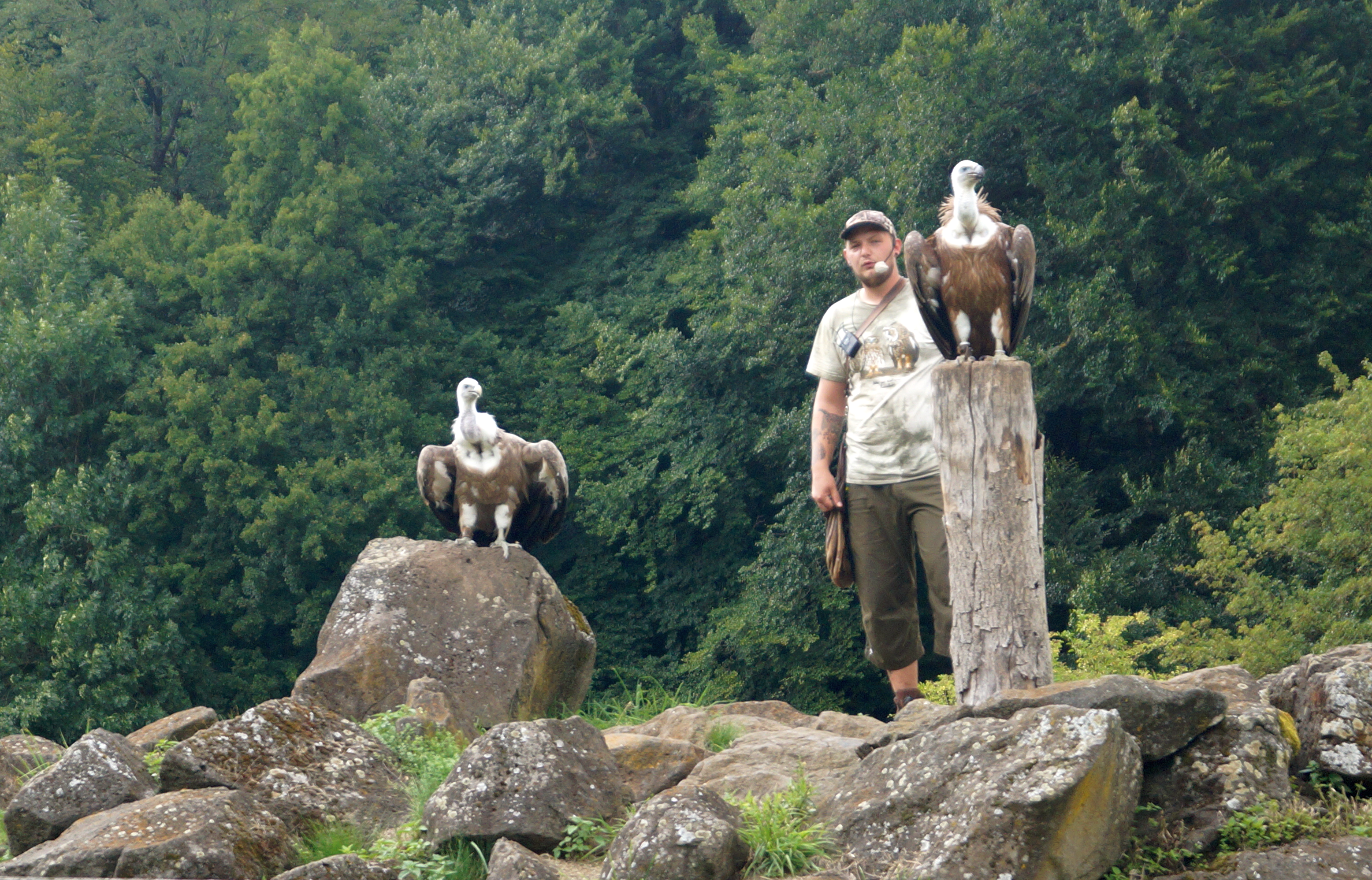

Het Adler und Wolfspark Kasselburg ("arenden- en wolvenpark Kasselburg") ligt net buiten Pelm bij Gerolstein in de Duitse Vulkaan-Eifel op een steile heuvel. Dagelijks worden er enkele spectaculaire demonstraties gegeven met vrij vliegende steenarenden, valken, wouwen, gieren en uilen op een grote vliegweide voor de "Kasselburg". In de ruïne van dit 12e-eeuwse slot, waarvan de 25 m hoge toren te beklimmen is, verblijven de vogels in volières.
In het wolfsravijn (Wolfsschlucht) leeft de grootste wolvenroedel van West-Europa op een terrein van enkele hectaren. Eenmaal per dag worden de dieren gevoederd.
Het gehele park is 20 ha groot en herbergt naast de wolven, roofvogels en uilen ook wilde zwijnen.

## Overzicht van roofvogels
- Amerikaanse zeearend
- grijze arendbuizerd
- Indische lannervalk
- keizerarend
- lannervalk
- monniksgier
- rode wouw
- rüppells gier
- sakervalk
- slechtvalk
- steenarend
- steppearend
- torenvalk
- vale gier
- witruggier
- woestijnbuizerd
- zwarte wouw

## Overzicht van  uilen
- holenuil
- kerkuil
- laplanduil
- oehoe
- sneeuwuil

## Zoogdieren en andere vogels
- boerengans
- everzwijn
- kalkoen
- kameroenschaap
- soay
- West-Afrikaanse dwerggeit
- wolf